# Звезда (област Търговище)
Вижте пояснителната страница за други значения на Звезда.
Звезда е село в Североизточна България. То се намира в община Попово, област Търговище.

## География
Намира се на около 10 км южно от град Попово, на 280 м надморска височина в полите на хълм, заобиколен от три страни от дъбови гори. Долината, в която то се намира, е открита само от изток. Има постоянни водоизточници. До селото се стига по едно странично разклонение, намиращо се от дясната страна на пътя Попово – Омуртаг. Землището му граничи с тези на селата Светлен, Априлово, Долец, Берковски, Славяново с това на квартал Сеячи, който е част от град Попово. До град Попово, селата Светлен и Априлово има асфалтирани пътища, а до селата Берковски, Славяново и квартал Сеячи – черни.
Село Звезда е било образувано от следните пет махали: Горната (Балканджийската) махала, Долната махала, Циганската махала, Чаршията и Черкезката махала.

## Кратка историческа справка
Според старо предание селото в далечното минало се намирало в местността Кулаклията, близо до мястото, където преминавал главният път от Русе до Цариград.
Жителите му се принудили да го напуснат, поради това, че били постоянно обезпокоявани от хайдути, властта и кърджалии и се изместили в сегашната по-далечна и скрита местност. Пръв се преселил на новото място някой си Мехмед, около чиято къща започнало да се струпва новото село, което получило неговото име – Мехмеди.
Най-ранният официален документ, в който се споменава селото с името Ак Мехмеди, датира от 16 век – 1524 г.
Преди Освобождението селото било населено с турскоезично население и в него имало само трима българи. Освободителната война заварва малкото селце с 12 турски, 20 черкезки и 6 цигански къщи. Черкезите живеели отделени в своя махала (Черкезката махала), а за известно време в селото е имало и няколко семейства татари.
По време на войната от 1877 г. жителите на селцето избягали към Шумен, а след нейния край се завърнали в селото, където останали до 1885 г. и се изселили в Анадола. През 1898 г. в селото имало 66 български и 58 турски къщи, а през 1900 г. от 659 жители на селото българите са били 591, а турците само 68.
Първите български заселници – балканджии, дошли през 1884 г. от село Драгижево, Търновско, и село Кесарево, Горнооряховско.
През 1887 г. в селото се заселили и българи от Източна (Одринска) Тракия – от Чорлу, Одринско, Хидерли, Узункьоприйско и от Чукур ченгел, Силиврийско. По време на Балканската война от Одринска Тракия дошла втора група заселници – бежанци от българските селца там.
Последната група заселници – шопи, дошла от Кюстендилския край – от селата и махалите Жеравино, Долно Тлъмино, Мирово, Лисец, Полска Скакавица, Раждавица и др.
През 1885 г. новите жители на селото си построили малък църковен храм (параклис) на името на свети Петър и свети Павел над едно аязмо, за което легендите твърдели, че водата му е лековита и помага на слепите хора да прогледнат. Там започват да правят курбан за здраве на Костадиновден. Преди Освобождението подобен курбан, но на Петровден се правел в местността Кръста.
На 21 април 1923 г. селото било преименувано от Мехмеди на Звезда, защото гледано от съседното село Светлен имало подобна форма.
През 1936 г. звезденчани въздигат достолепен църковен храм „Успение на Пресвета Богородица“.
Свое училище новите заселници отварят през 1885 г., което поради липса на достатъчно деца отдавна вече е закрито.
През 1956 г. до селото е построен микроязовир.
По-големите селски родове са били: балканджии – Бановци, Джигровци, Караколювци, от тракийците – Бълчовци, Деликостовите, Марковите, Мечкоолар, Пенчоолу, Стаматовци, а от шопите – Дядо Иванчовите, Дядо Никовите, Кирезлиите, Младеновите, Трънчаните и др.
Днес в селото живеят съвместно предимно възрастни българи, роми и турци с основен поминък земеделие и животновъдство.

## Религии
- Християнска (източноправославна);
- Мюсюлманска;

## Обществени институции
- Кметско наместничество;Кметски наместник на с. Звезда, общ. Попово, обл. Търговище-Костадин Костадинов
- Народно читалище „Просвета“, основано първоначално през 1938 г.;
- Църква;

## Културни и природни забележителности
- В землището на селото и до днес могат да се открият следи от древното ни минало: праисторическа селищна могила от халколита, надгробни могили от трако-римската епоха, антични селища и др.;
- Църковен православен храм „Успение на Пресвета Богородица“ от 1938 г.;
- Малък параклис „Св. св. Константин и Елена“, построен отново през 1986 г. върху основите на стария над лековития извор (аязмо);

## Редовни събития
- Събор на селото – провежда се всяка година на 28 август;
- Курбан на празника на Св. св. Константин и Елена, подготвящ се всяка година на 21 май при параклиса с лековитото аязмо;

## Други
- Facebook група на с. Звезда

## Фотогалерия
Загинали жители на селото във войните. Фотографии: Вл. Стойков – 2009 г.
- Балканска война
- Междусъюзническа война
- Световни войни
- Антифашистки борби